# 페르디푸모
페르디푸모(이탈리아어: Perdifumo)는 이탈리아 캄파니아주 살레르노도에 있는 코무네이다.